# Ère Tentoku
Tentoku (天徳) est une des ères du Japon (年号, nengō, lit. « nom de l'année ») après l'ère Tenryaku et avant l'ère Ōwa. Cette ère couvre la période allant du mois d'octobre 957 jusqu'au mois de février 961. L'empereur régnant est Murakami-tennō (村上天皇).

## Changement d'ère
- 3 février 957 Tentoku gannen (天徳元年?) : Le nom de la nouvelle ère est créé pour marquer un événement ou une série d'événements. L'ère précédente se termine là où commence la nouvelle, en Tenryaku 11, le 27e jour du 10e mois[4].

## Événements de l'ère Tentoku
- 957 (Tentoku 1, 4e mois) : L'empereur célèbre le 50e anniversaire de Fujiwara Morosuke; à cette occasion, Murakami lui offre lui-même une tasse de sake[5].
- 958 (Tentoku 2, 3e mois) : Fujiwara Saneyori est honoré du privilège de voyager en  charriot[5].
- 16 octobre 960 (Tentoku 4, 23e jour du 9e mois) : Le palais impérial est détruit par un incendie, c'est la première fois qu'il est ravagé par le feu depuis le déménagement de la capitale de Nara à Heian-kyo en 794[6].

| Tentoku   | 1er | 2e  | 3e  | 4e  | 5e  |
| Grégorien | 957 | 958 | 959 | 960 | 961 |